# Ridley Scott
Ridley Scott (sinh ngày 30 tháng 11 năm 1937) là một nam nhà làm phim người Anh. Được đánh giá là một trong những nhà làm phim xuất sắc nhất thế giới trong thế hệ của mình, ông nổi tiếng qua những bộ phim thuộc thể loại sử thi, tội phạm và khoa học viễn tưởng, với phong cách thị giác mang nặng sức khí và có tính tập trung cao. Xuyên suốt sự nghiệp của mình, ông đã nhận được một số giải thưởng cao quý, bao gồm giải Thành tựu trọn đời của BAFTA vào năm 2018, hai giải Primetime Emmy và một giải Quả cầu vàng. Các tác phẩm do ông thực hiện có tổng doanh thu lên đến hơn 5 tỷ USD, qua đó giúp ông trở thành đạo diễn có doanh thu cao thứ tám mọi thời đại. Với những đóng góp lớn trong ngành điện ảnh, ông được nữ hoàng Elizabeth II phong tước hiệp sĩ vào năm 2003, và được vua Charles III phong tước Đại hiệp sĩ Đế quốc Anh vào năm 2024.
Sau bước đột phá thương mại của mình với bộ phim viễn tưởng kinh dị Alien (1979), những tác phẩm nổi tiếng nhất của ông bao gồm bộ phim khoa học viễn tưởng đột phá không tưởng neo-noir Blade Runner (1982), bộ phim lịch sử Võ sĩ giác đấu (2000) và bộ phim khoa học viễn tưởng Người về từ Sao Hỏa (2015). Mặc dù các bộ phim của ông có phạm vi trải rộng trong cách sắp đặt bối cảnh và thời kỳ khác nhau, nhưng nhìn chung những tác phẩm ấy thường xuyên giới thiệu những hình ảnh đáng ghi nhớ về môi trường đô thị, bao gồm các đề tài như thành Roma thế kỷ 2 (Võ sĩ giác đấu), thành Jerusalem thế kỷ 12 (Vương quốc thiên đường), nước Anh thời Trung cổ (Robin Hood), Mogadishu đương đại (Black Hawk Down), những cảnh thành phố trong tương lai (Blade Runner) hoặc khai phá các hành tinh xa xôi (Alien, Hành trình đến hành tinh chết, Người về từ Sao Hỏa và Quái vật không gian). Một số bộ phim của ông cũng được biết đến với các nhân vật nữ có tính cách mạnh mẽ, trong đó có Thelma & Louise.
Scott đã được đề cử ba giải Oscar cho đạo diễn xuất sắc nhất cho Thelma & Louise, Võ sĩ giác đấu và Black Hawk Down. Tác phẩm Võ sĩ giác đấu của ông cũng được giành giải Oscar cho phim hay nhất, mà sau này ông cũng được đề cử ở hạng mục này cho tác phẩm Người về từ sao Hỏa. Năm 1995, cả Ridley và anh trai ông, Tony Scott, đều nhận được một giải BAFTA cho những đóng góp nổi bật cho nền điện ảnh nước nhà. Trong cuộc bình chọn do BBC khảo sát vào năm 2004, Scott được mệnh danh là người có ảnh hưởng lớn thứ 10 trong nền văn hóa nước Anh.